# 休斯泉
休斯泉（Hughes Springs）是美国德克萨斯州卡斯縣及摩里斯縣之间的一个小镇。根据2010年人口调查，小镇人口达1,760。

## 地理
休斯泉位于卡斯縣西部32°59′53″N 94°37′50″W / 32.99806°N 94.63056°W。一小部分西延至摩里斯縣。
该城坐落在德克萨斯州高速公路11及49号。于11号高速公路向东驾驶前往林登（Linden）（15英里/24公里），和于49号高速公路向东南驾驶9英里（14公里）到阿溫杰（Avinger），以及向西驾驶6英里（10公里）到登傑菲爾德（Daigerfield）。
根据美国人口调查局，该镇总面积为2.5平方英里（6.4平方公里）。